# Gibbidessus chipi
Gibbidessus chipi är en skalbaggsart som beskrevs av Watts 1978. Gibbidessus chipi ingår i släktet Gibbidessus och familjen dykare. Inga underarter finns listade i Catalogue of Life.